# 니어 슈메이커

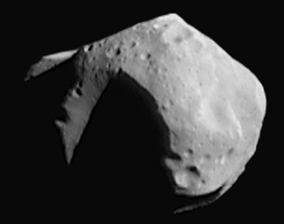
슈메이커가 보낸 253 마틸데

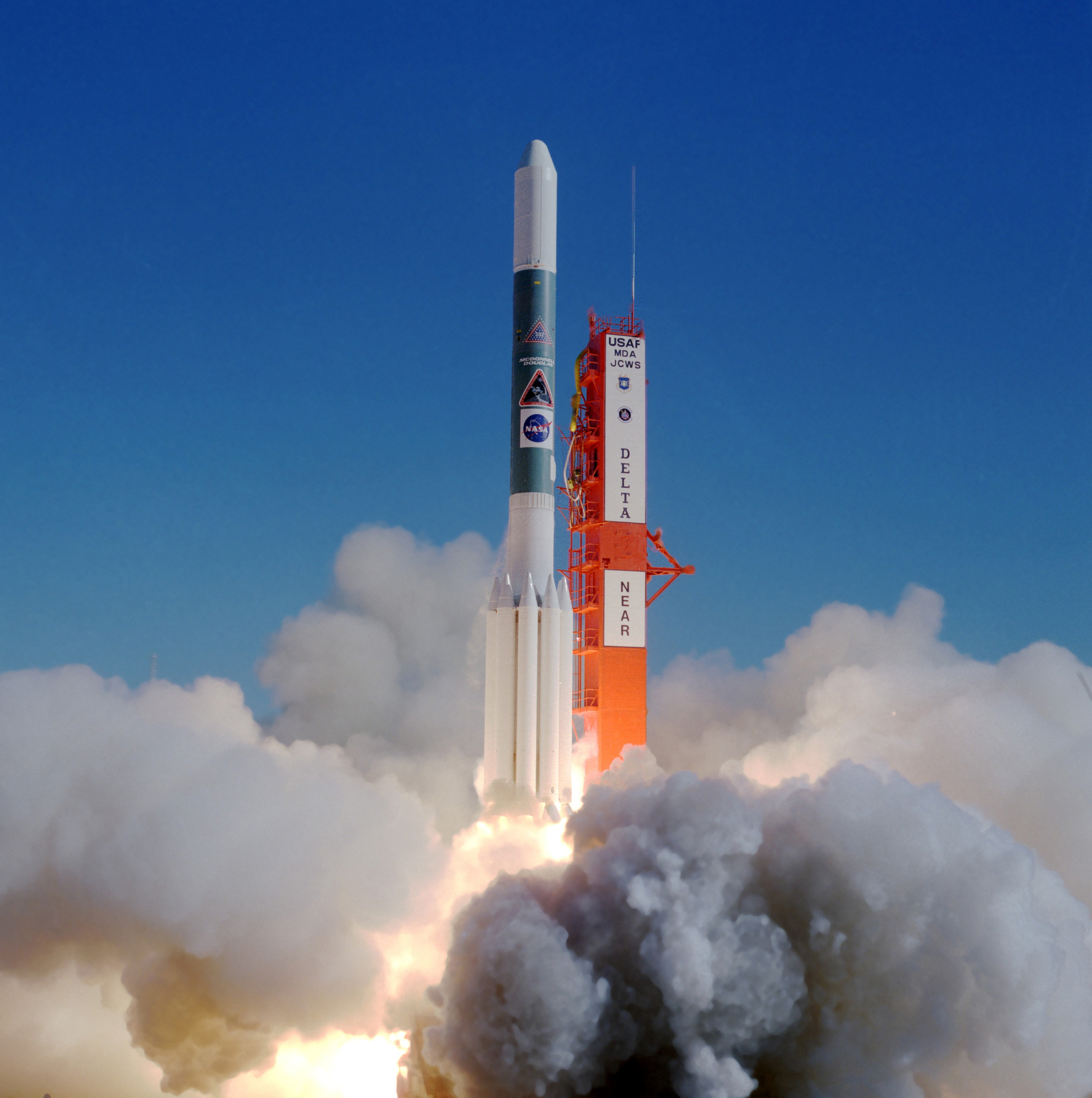
니어 슈메이커는 델타 2호 로켓으로 발사되었다

니어 슈메이커(NEAR Shoemaker)는 근지구 소행성 433 에로스를 가까이 돌면서 탐사하기 위해 설계된 무인 우주선이다. 현재의 이름은 발사 후에 지어졌는데, "니어"는 "Near Earth Asteroid Rendezvous"(근지구 소행성 랑데부)의 약자이며, "슈메이커"는 천체 물리학자인 유진 M. 슈메이커를 추모하는 의미로 붙여졌다.
1996년 2월 17일 델타 7925-8에 실려 발사되었다. 지구 궤도를 빠져나온 이후에 니어는 마틸다를 통과하기 며칠 전까지 동력을 최대한 아끼면서 휴식을 취했다. 1997년 6월 27일 니어는 소행성 253 마틸다를 1200 km 의 거리까지 접근하여 통과하였다. 이후에 니어는 에로스를 돌며 정보를 수집하고 2001년 2월 12일 에로스의 안장점 지역에 착륙하였다. 2001년 2월28일 전체 탐사를 종료하였다.